# Rábaszentmihály
Rábaszentmihály – wieś i gmina w północno-zachodniej części Węgier, w pobliżu miasta Tét.
Miejscowość leży na obszarze Małej Niziny Węgierskiej, administracyjnie należy do powiatu Tét, wchodzącego w skład komitatu Győr-Moson-Sopron. Gmina liczy 510 mieszkańców (2009) i zajmuje obszar 10,97 km².